# György Piller-Jekelfalussy
György Piller-Jekelfalussy (Eger, 19 giugno 1899 – San Francisco, 6 settembre 1960) è stato uno schermidore ungherese, vincitore di due medaglie d'oro nella scherma ai giochi olimpici.